# Wi’ Yohl K’inich
Wi’ Yohl K’inich – władca Copán. Wstąpił na tron w 532 roku.